# Linze
De linze (Lens culinaris, synoniem: Vicia culinaris) is de peulvrucht van een gewas dat al voor onze jaartelling op grote schaal verbouwd werd. Het feit dat de linze wordt genoemd in het Oude Testament getuigt hiervan. De eigenlijke linze is het zaad van de plant, dat gedroogd wordt verhandeld, in verscheidene kleuren en groottes. Linzen hebben tijdens de groei veel warmte nodig, zodat in Nederland en België dit gewas slechts op kleine schaal, en dan meestal in de glastuinbouw of onder een tunnel verbouwd wordt.
De soort komt in de literatuur wel voor onder de naam Lens esculenta. Deze naam werd echter in 1794 door Moench gepubliceerd en is daarmee een jonger synoniem van Lens culinaris (Medik., 1787). Het genus Lens is slechts klein en komt van oorsprong voor in het Mediterrane gebied (inclusief Klein-Azië). Het behoort tot de Papilionoideae in de familie Leguminosae (of Fabaceae).

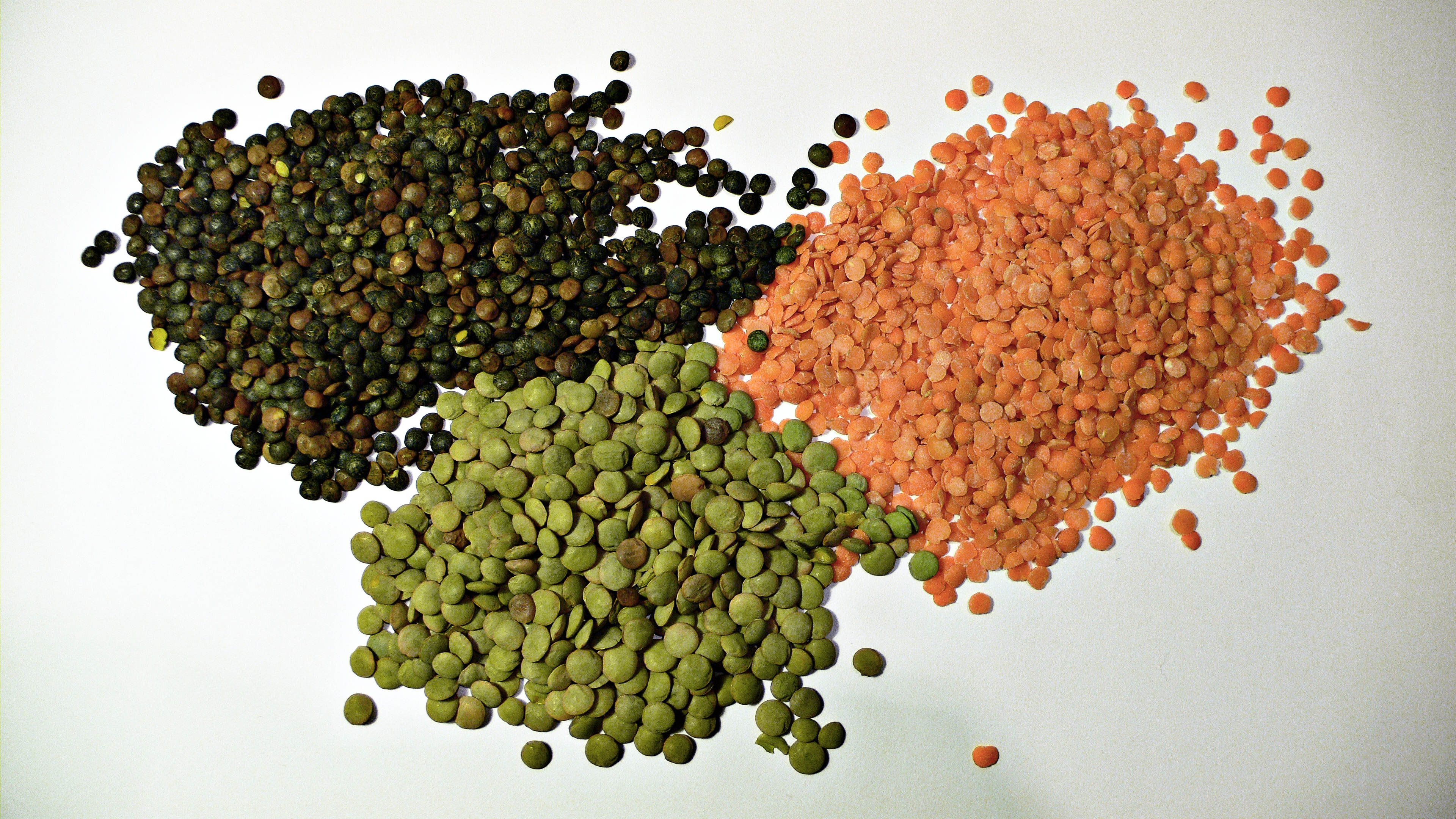
Drie verschillende linzenvariëteiten
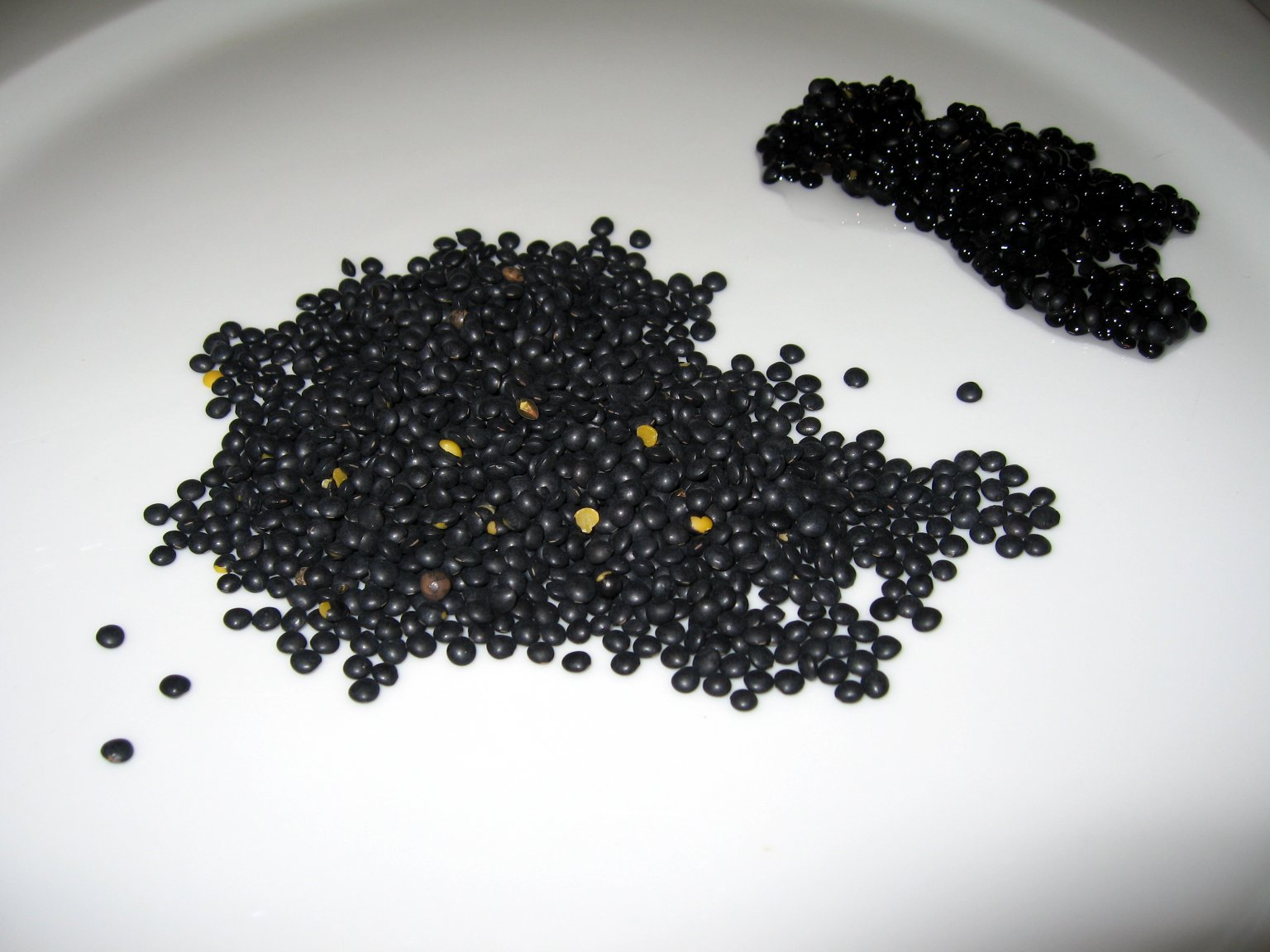
Zwarte Belugalinzen
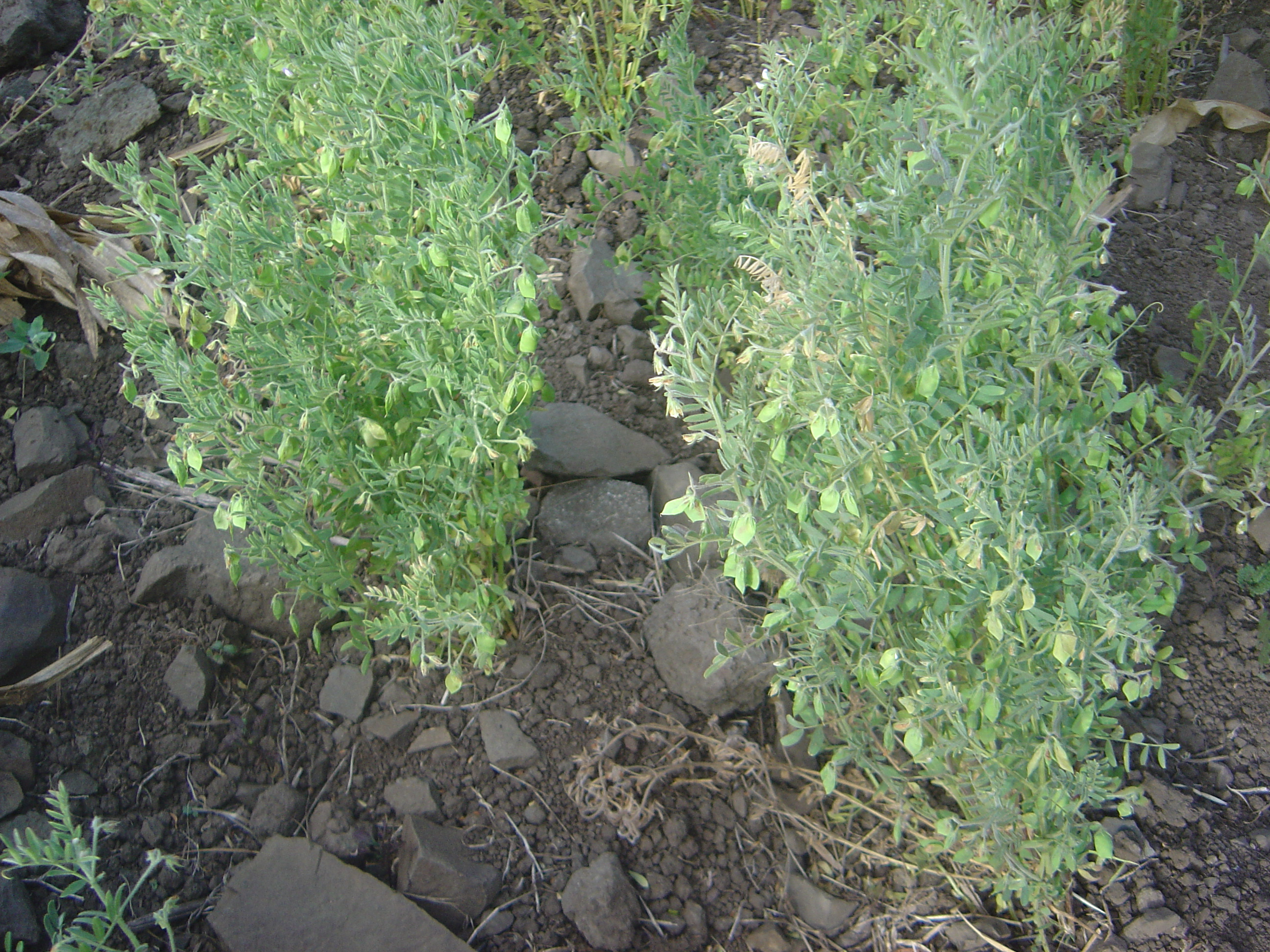
Planten